# ريتشارد بار
ريتشارد بار (بالإنجليزية: Richard Barre) (و. 1130 – 1202 م) هو كاتب إنجليزي، توفي عن عمر يناهز 72 عاماً.

## مناصب
تولى منصب Archdeacon of Cambridge ‏
.